# Arrest
Arrest – miejscowość i gmina we Francji, w regionie Hauts-de-France, w departamencie Somma.
Według danych na rok 2011 gminę zamieszkiwało 877 osób, a gęstość zaludnienia wynosiła 79 osób/km² (wśród 2293 gmin Pikardii Arrest plasuje się na 332. miejscu pod względem liczby ludności, natomiast pod względem powierzchni na miejscu 376.).